# Jens Köppen
Jens Köppen, född den 6 januari 1966 i Kyritz i Tyskland, är en östtysk och därefter tysk roddare.
Han tog OS-brons i scullerfyra i samband med de olympiska roddtävlingarna 1988 i Seoul.